# Onezym
Onezym – imię męskie pochodzenia greckiego. Wywodzi się od słowa onesimos oznaczającego „korzystny, pożyteczny”.
Onezym imieniny obchodzi 15 lutego i 16 lutego.
Znane osoby noszące imię Onezym:
- Onésime Reclus – geograf francuski, piewca kolonializmu francuskiego w Afryce, twórca słowa frankofonia
- Onezym – biskup Bizancjum